# Touriga franca

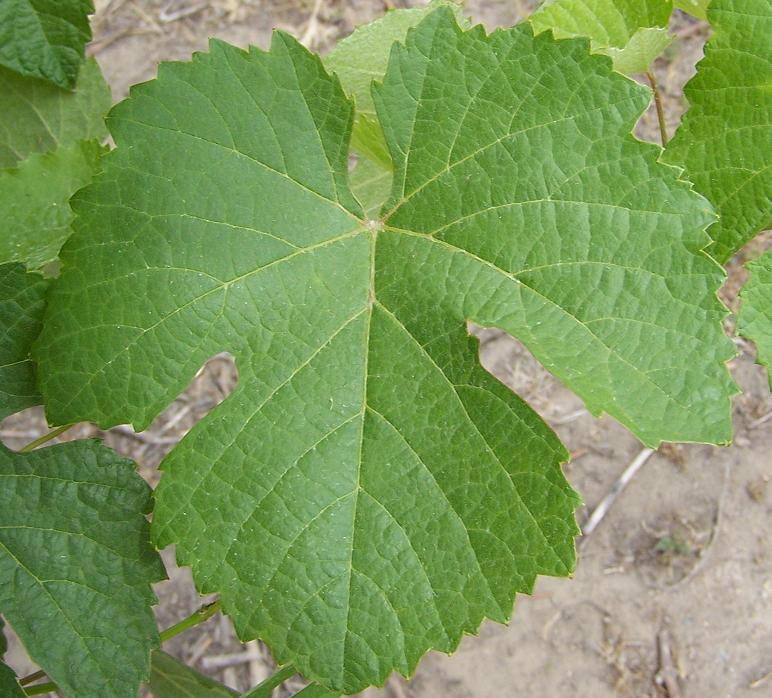
Hoja de Touriga en el viñedo Hedges en Red Mountain AVA. Tomada el domingo 10 de junio de 2007 con una Kodak z650.

La touriga franca (o touriga francesa) es una de las principales variedades de uva del vino de Oporto. La touriga franca es más ligera y más aromática que la touriga nacional, y añade finura al vino. Jancis Robinson ha dicho que la touriga franca es a la touriga nacional lo que la cabernet franc a la cabernet sauvignon. No se sabe mucho de sus orígenes, pero probablemnete es un cruce entre la mourisco de semente y la touriga nacional. La touriga franca es muy similar a la touriga nacional, ya que ambas necesitan condiciones muy duras para mantener un vigor bajo, y estas condiciones se dan en las laderas empinadas y áridas del Duero portugués (Douro). Por lo general su crecimiento se guía hacia el suelo, con técnicas de guía como las de Royat. Sus rendimientos son medios, de 1,5 kg de uva por vid. Los rendimientos de la touriga nacional son menores.

## Regiones
- Se han hecho plantaciones experimentales de esta uva en Tasmania y en otras zonas australianas que producen vino al estilo del de Oporto.
- En Portugal, la touriga franca es la quinta uva más plantada, con 7,440 ha. Tiene un papel importante en las mezclas de los vinos de Oporto. Al igual que la touriga nacional, el uso de esta variedad ha ido en aumento a la hora de producir vinos tintos no fortificados del Douro y de Dão.
- En los Estados Unidos, los productores de vino al estilo del de Oporto han experimentado con el uso de la touriga franca para mejorar su producto.[2]

## Sinónimos
Sus sinónimos son albino de Souza, esgana cão, rufete, touriga francesa y touriga francesca.